# Unité urbaine de Cayenne
L'unité urbaine de Cayenne est une unité urbaine française centrée sur la commune de Cayenne, dans la collectivité territoriale unique de Guyane.

## Données générales
Dans le zonage réalisé par l'Insee en 1999, l'unité urbaine était composée de deux communes, Cayenne et Remire-Montjoly.
Dans le zonage réalisé en 2010, l'unité urbaine était composée de trois communes, le périmètre s'étant étendu à la commune de Matoury.
Dans le nouveau zonage réalisé en 2020, elle est composée des trois mêmes communes.
En 2022, avec 126 544 habitants, elle représente la 1re unité urbaine de la Guyane. Au niveau national, elle est située au 56e rang.
En 2022, sa densité de population s'élève à 612 hab/km2. Par sa superficie, elle ne représente que 0,25 % du territoire mais, par sa population, elle regroupe 43,88 % de la population du territoire.

Agglomérations de plus de 100000 habitants en France en 2022.

## Composition 2020 de l'unité urbaine
Elle est composée des trois communes suivantes :
| Nom                    | Code Insee | Département | Statut       | Superficie (km2) | Population (dernière pop. légale) | Densité (hab./km2) | Modifier                                    |
| ---------------------- | ---------- | ----------- | ------------ | ---------------- | --------------------------------- | ------------------ | ------------------------------------------- |
| Cayenne (ville-centre) | 97302      | Guyane      | ville-centre | 23,60            | 63 956 (2022)                     | 2 710              | modifier les données · modifier les données |
| Matoury                | 97307      | Guyane      | banlieue     | 137,19           | 35 551 (2022)                     | 259                | modifier les données · modifier les données |
| Remire-Montjoly        | 97309      | Guyane      | banlieue     | 46,11            | 27 037 (2022)                     | 586                | modifier les données · modifier les données |

## Évolution démographique
| 1968   | 1975   | 1982   | 1990   | 1999   | 2006    | 2011    | 2016    | 2022    |
| ------ | ------ | ------ | ------ | ------ | ------- | ------- | ------- | ------- |
| 27 147 | 34 544 | 47 396 | 62 920 | 84 181 | 100 323 | 106 358 | 118 731 | 126 544 |

#### Données générales
- Unité urbaine
- Aire d'attraction d'une ville
- Liste des unités urbaines de France

#### Données démographiques en rapport avec l'unité urbaine de Cayenne
- Aire d'attraction de Cayenne
- Arrondissement de Cayenne

#### Données démographiques en rapport avec la Guyane
- Démographie de la Guyane